# Niederzissen

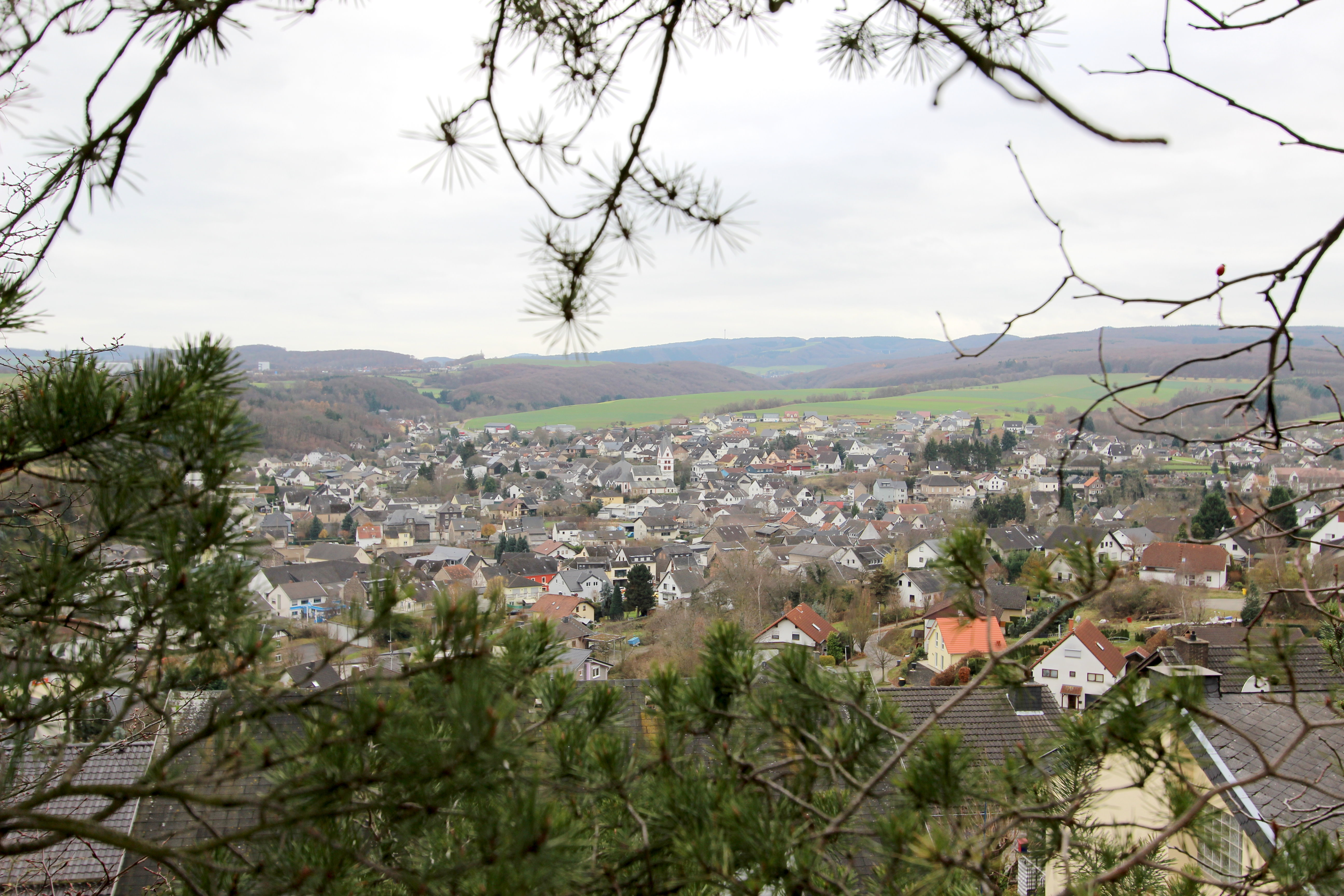
Panoramablick auf Niederzissen

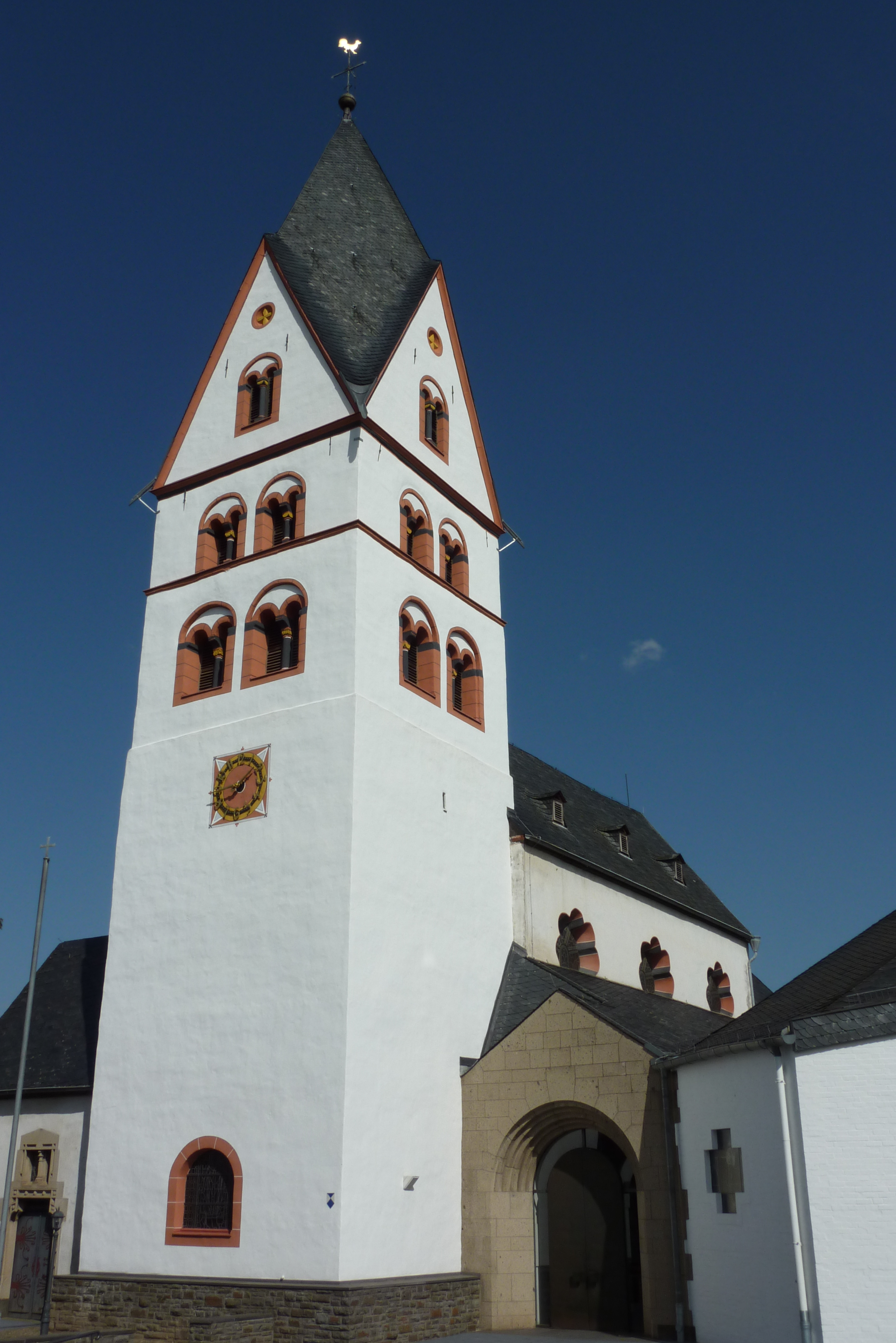
Pfarrkirche St. Germanus

Niederzissen ist eine Ortsgemeinde im Landkreis Ahrweiler in Rheinland-Pfalz. Sie ist Verwaltungssitz der Verbandsgemeinde Brohltal, der die Gemeinde auch angehört. Niederzissen ist gemäß Landesplanung als Grundzentrum ausgewiesen.

## Geographie

### Geographische Lage
Niederzissen liegt in einem erd- und kulturgeschichtlich interessanten Seitental des Rheins. Der historische Talweg vom Rhein führt zwischen Vulkanbergen über den Ort in die Eifel, darunter der Bausenberg, Deutschlands besterhaltener Hufeneisenkrater.

### Gemeindegliederung
Die Ortsgemeinde Niederzissen besteht aus den beiden Ortsteilen Niederzissen und Rodder sowie aus den Wohnplätzen „Haus Waldfrieden“ und „Kurheim Bausenberg“.

## Geschichte
Niederzissen gilt als eine der ältesten Siedlungen im weiteren Umkreis, deren älteste Funde, darunter ein Schneidenfragment eines Jadeit-Beiles, im Rheinischen Landesmuseum Bonn aufbewahrt, zurück bis in die Jungsteinzeit reichen. Der Name „Zissen“ stammt aus dem Keltischen und wird mit „rückwärtig“ wiedergegeben, etwa vom „Rhein rückwärtig = abseits gelegener Ort“. Die Anwesenheit siedelnder Kelten ist durch Waffen- und Werkzeugfunde belegt. Weiterhin sind aus römischer Zeit durch Ausgrabungen Siedlungen in der Nähe der alten Römerstraße von Sinzig über Mayen nach Trier nachgewiesen, was eine weitere Namensableitung vom keltischen Götternamen Cissonius denkbar erscheinen lässt. Erstmals urkundlich wird Zissen, wie der Ort seinerzeit hieß, in einer Schenkungsurkunde für das St. Cassiusstift in Bonn erwähnt. Die Urkunde ohne Datum entstammt dem 9. Jahrhundert. Die erste datierte Beurkundung aus dem Jahr 1179 enthält eine Bestätigung „eines Besitzes in Zissen“ durch Papst Alexander III. an Adalbert II. von Metz. Zissen gehörte von etwa 1150 an (Bau der Burg Olbrück) bis zum Beginn der französischen Besatzungszeit 1794 zur Herrschaft Olbrück. Seit dem Wiener Kongress 1815 gehört Niederzissen zu Preußen, seit 1816 zum damals neu gebildeten Kreis Ahrweiler im Regierungsbezirk Koblenz und von 1822 an zur Rheinprovinz. Zunächst unter der Bürgermeisterei Königsfeld wurde Niederzissen 1883 selbst Sitz einer Bürgermeisterei. Die Gebietsreform in Rheinland-Pfalz 1969/1970 machte Niederzissen zum Verwaltungssitz der 1970 neu gebildeten Verbandsgemeinde Brohltal.
Am 1. Januar 1979 wurde der Ort Rodder, ein Gebietsteil mit 121 Einwohnern, von der Gemeinde Niederdürenbach nach Niederzissen umgemeindet. Die Eingliederung geschah auf Antrag eines großen Teils der Rodderer Bevölkerung.
Statistik zur Einwohnerentwicklung
Die Entwicklung der Einwohnerzahl von Niederzissen bezogen auf das heutige Gemeindegebiet; die Werte von 1871 bis 1987 beruhen auf Volkszählungen:
| Jahr | Einwohner |
| ---- | --------- |
| 1815 | 476       |
| 1835 | 908       |
| 1871 | 942       |
| 1905 | 1.221     |
| 1939 | 1.326     |
| 1950 | 1.454     |
| 1961 | 1.494     |

| Jahr | Einwohner |
| ---- | --------- |
| 1970 | 1.667     |
| 1987 | 2.223     |
| 1997 | 2.573     |
| 2005 | 2.751     |
| 2011 | 2.653     |
| 2017 | 2.780     |
| 2024 | 2.729     |

## Politik

### Bürgermeister
Rolf Hans (CDU) wurde am 21. Juli 2014 Ortsbürgermeister von Niederzissen. Bei der Direktwahl am 26. Mai 2019 wurde er mit einem Stimmenanteil von 82,45 % für weitere fünf Jahre in seinem Amt bestätigt.
Der Vorgänger von Rolf Hans als Ortsbürgermeister, Richard Keuler (CDU), hatte das Amt fünf Jahre ausgeübt, war 2014 aber nicht erneut angetreten.
Hans wurde 2024 vom Rat wiedergewählt.

### Wappen
| Wappen von Niederzissen | Blasonierung: „Schräggeteilt, oben zwölffach rot-silbern geständert, unten in Blau ein wachsender silberner Kegelstumpf mit trichterförmiger Öffnung, nach rechts durchbrochen.“ |
| Wappen von Niederzissen | Wappenbegründung: Die zwölffach rot-silberne Ständerung ist das Wappen (dort silbern-rot) der Familie Waldbott von Bassenheim, die seit 1555 Inhaber der Reichsherrschaft Olbrück war, zu der auch Niederzissen gehörte, der offene Kegel zeigt in stilisierter Form den erloschenen Vulkan Bausenberg, eine geologische Besonderheit am Ortsrand von Niederzissen. |

## Kultur und Sehenswürdigkeiten

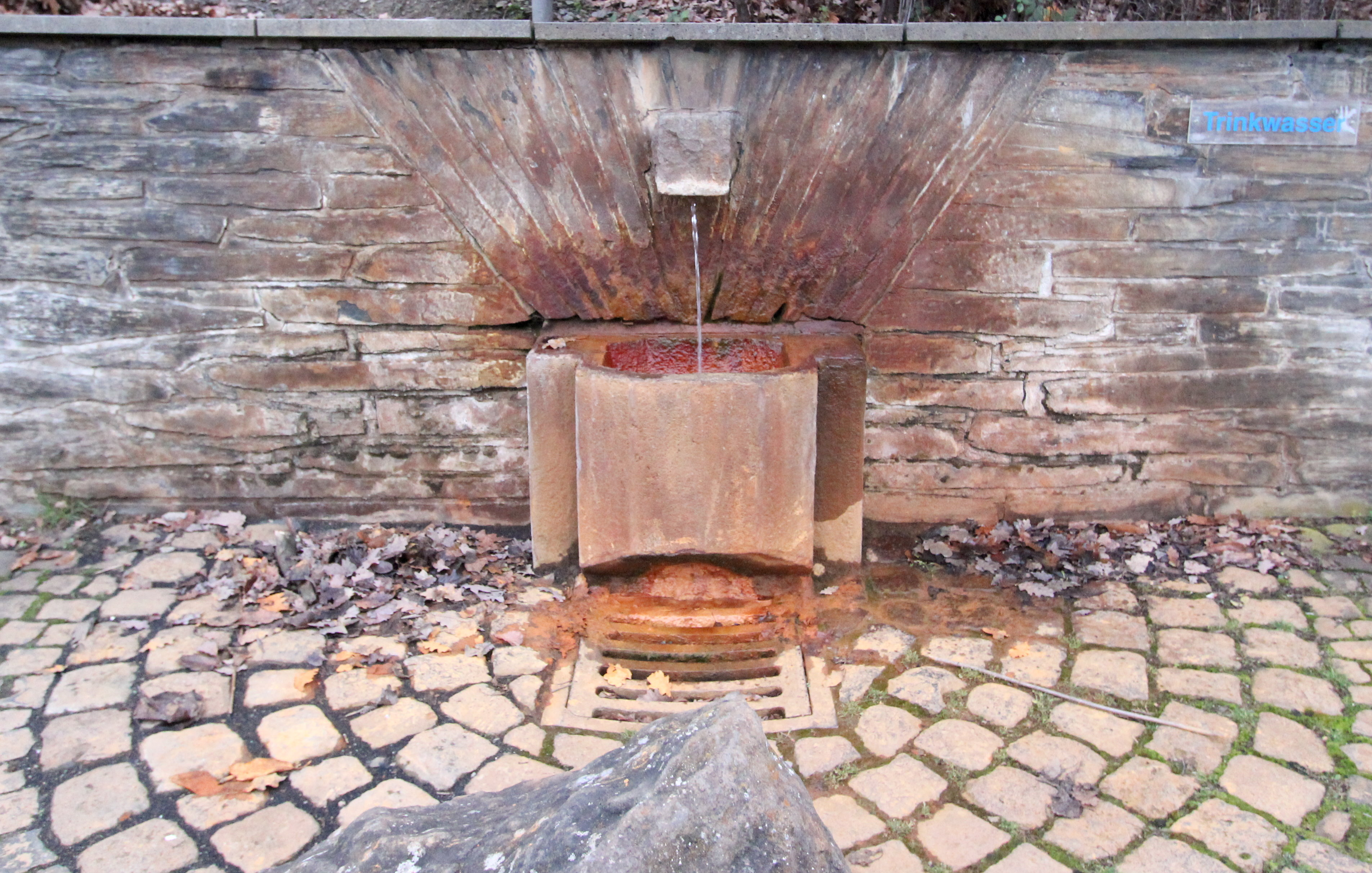
Trinkwasser vom Sauerbrunnen

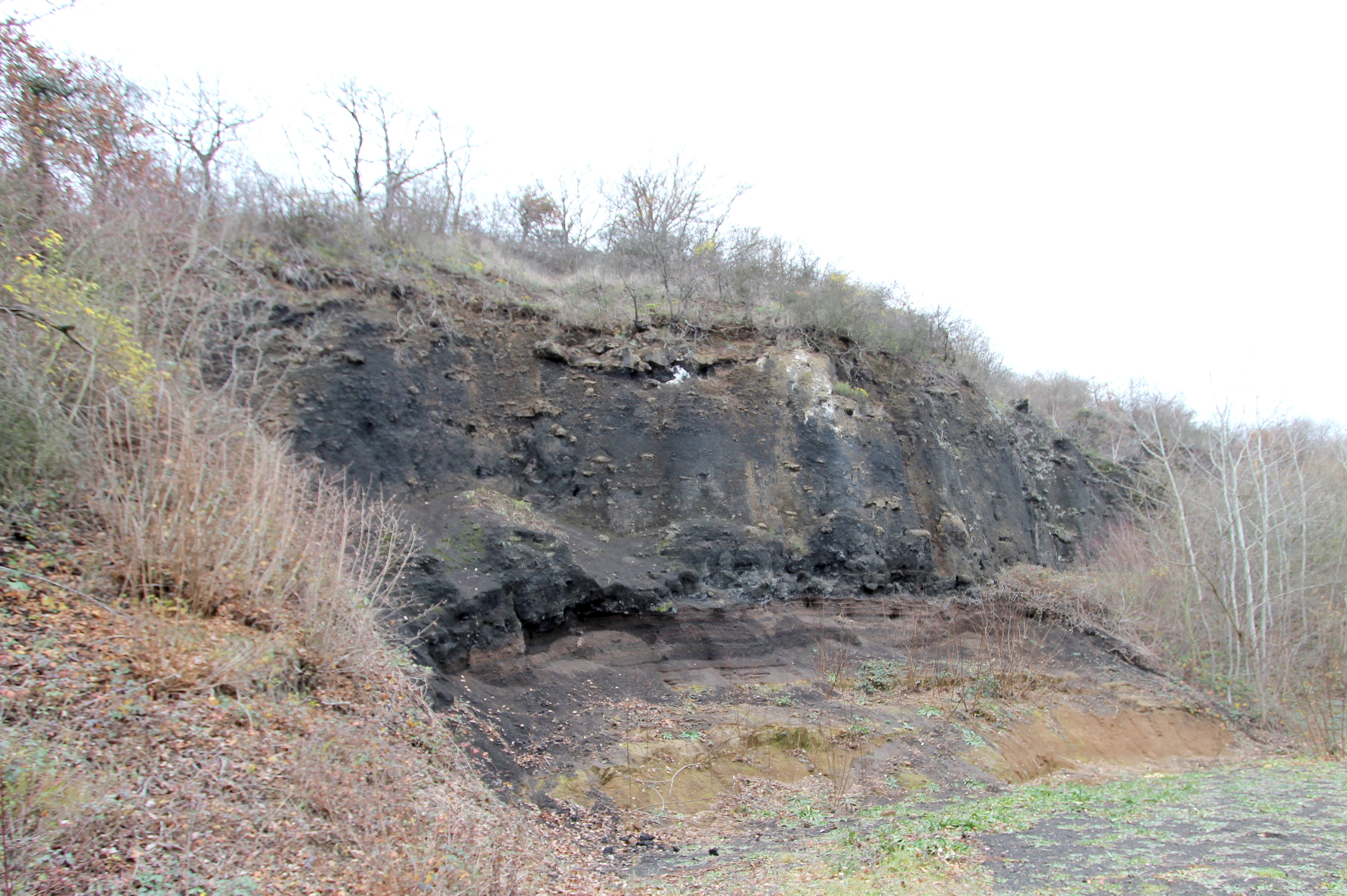
Hufeisenkrater Bausenberg

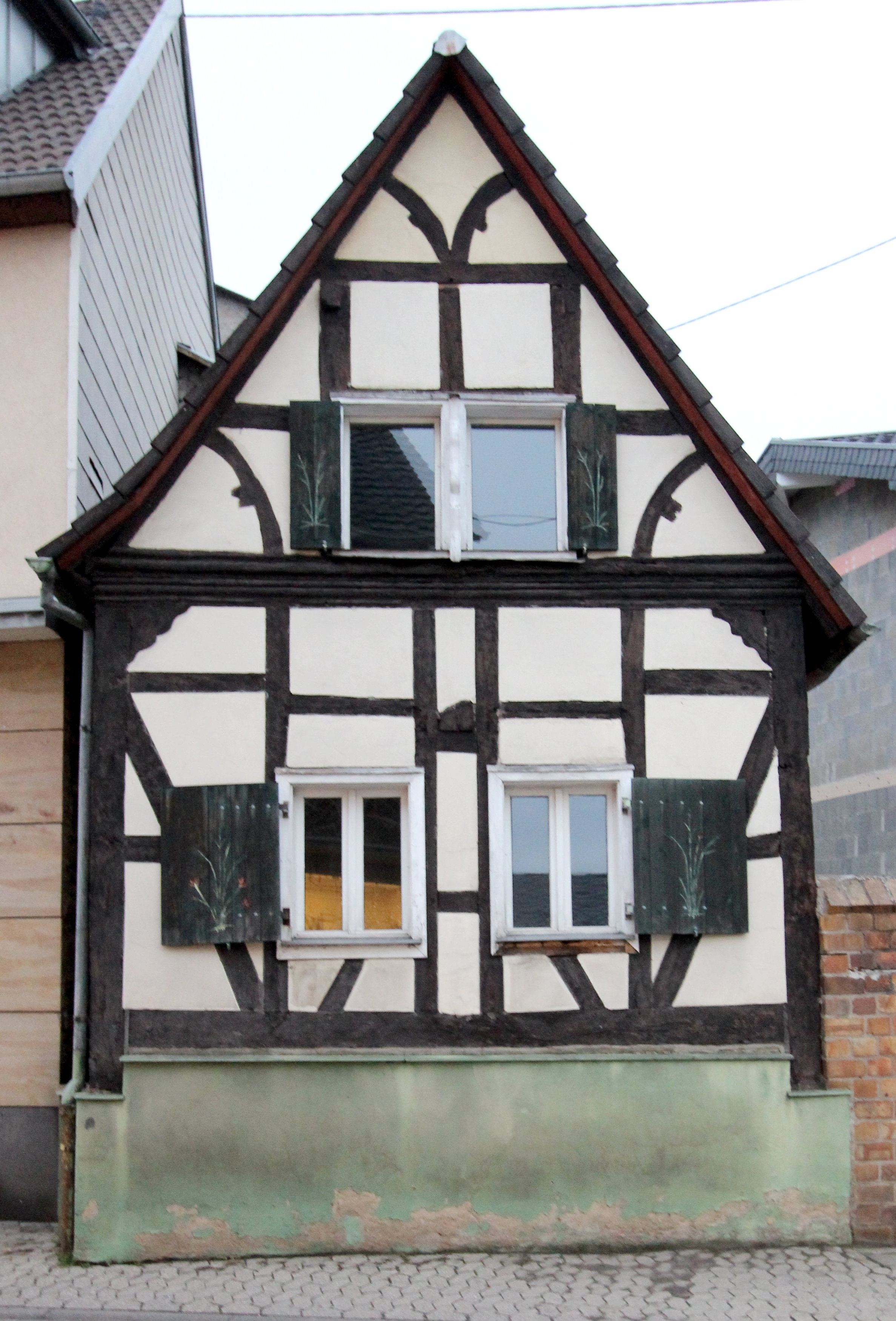
Fachwerkhaus Brohltalstraße 94

### Bauwerke
- Spätromanische Pfarrkirche St. Germanus von 1250, ursprünglich eine dreischiffige Pfeilerbasilika
- Ehemaliges Zehnthaus von 1550
- Bahnhofsgebäude von 1890
- Ehemalige Synagoge von 1844 in der Mittelstraße 30, an den Ursprung als Synagoge erinnern heute noch zwei große Rundbogenfenster und das runde Giebelfenster. In dem an die Synagoge angebauten Ausstellungsraum, werden einige Funde der Genisa Niederzissen in Vitrinen präsentiert.
- In der Nähe befindet sich die Burg Olbrück. Sie steht auf einem Phonolithkegel und ist das Wahrzeichen des sog. „Zissener Ländchens“.
- Bunkeranlage Klosterstraße. Ein in den Stein geschlagener Stollen, dessen Hauptgang bis zu einer Tiefe von 53 m begangen werden kann (nur mit Führung).[9][10][11] ⊙
- Dreifaltigkeitskapelle am Arweg
- St. Anna-Kapelle von 1617
- Ehemaliges Schulhaus von 1906 im Ortsteil Rodder

Siehe auch: Liste der Kulturdenkmäler in Niederzissen

### Grünflächen und Naherholung
- Der zum Vulkanpark Brohltal/Laacher See gehörende und unter Naturschutz stehende Bausenberg bei Niederzissen ist Europas besterhaltener Schlackenvulkan mit Hufeisenkrater.
- Vulkan-Express
- Heilkräftiger Mineralbrunnen im Am Sauerbrunnen ⊙
- Kulturweg Niederzissen mit Infotafeln des Kultur- und Heimatvereins Niederzissen e. V.
- Mehrgenerationenplatz am Marktplatz bietet Spielmöglichkeiten und Erholung
- Jüdischer Friedhof von 1763 ⊙
- Johann Jacobs-Erinnerungsstätte an der Kapellenstraße
- Zahlreiche Wanderwege[12]
- Niederzissen ist touristisches Zentrum des Fernwanderwegs Eifelleiter, auch die Deutsche Vulkanstraße hat hier am Bausenberg einen ihrer Anziehungspunkte.

Siehe auch: Liste der Naturschutzgebiete im Landkreis Ahrweiler

### Sport
- Heubachstadion. Eine Leichtathletikanlage mit Tartanbahn.⊙
- Tennisplatz
- Sporthalle

### Regelmäßige Veranstaltungen
- Jährliches Kirmes- bzw. Kirchweihfest wird am zweiten September-Wochenende auf dem Marktplatz gefeiert.
- Der Niederzissener Möhnentag wird Jahr für Jahr am Mittwoch vor dem Weiberdonnerstag von der Möhnengesellschaft Niederzissen 1937/38 e. V. ausgerichtet.
- Der Nikolausmarkt wird jährlich am ersten Adventssonntag auf dem Marktplatz veranstaltet.
- Der Ostermarkt findet seit 1997 am Palmsonntag auf dem Marktplatz und entlang der Horststraße statt.

## Wirtschaft und Infrastruktur
An der A 61 liegt das Industrie- und Gewerbegebiet Brohltal Ost. Dort ist auch der Rennstall Zakspeed ansässig. Eine Vielzahl an Unternehmen haben sich in und um Niederzissen angesiedelt. Dazu zählen auch die Kunststoff-Compound- und Masterbatch-Hersteller AKRO-PLASTIC und AF-COLOR, die beide zur K.D. Feddersen-Gruppe gehören.

### Bildung
Brohltalschule – Realschule plus im Arweg 19

### Verkehr
Der Bahnhof Niederzissen liegt an der Brohltalbahn, einer Schmalspurbahn von Brohl-Lützing nach Engeln, früher weiter bis Kempenich. Die linksrheinische Bundesautobahn 61 wird in etwa fünf Kilometern Entfernung an der Anschlussstelle Niederzissen erreicht. Von dort führt die Bundesstraße 412 durch das Brohltal an den Rhein und in Gegenrichtung in die Nähe des Nürburgrings.

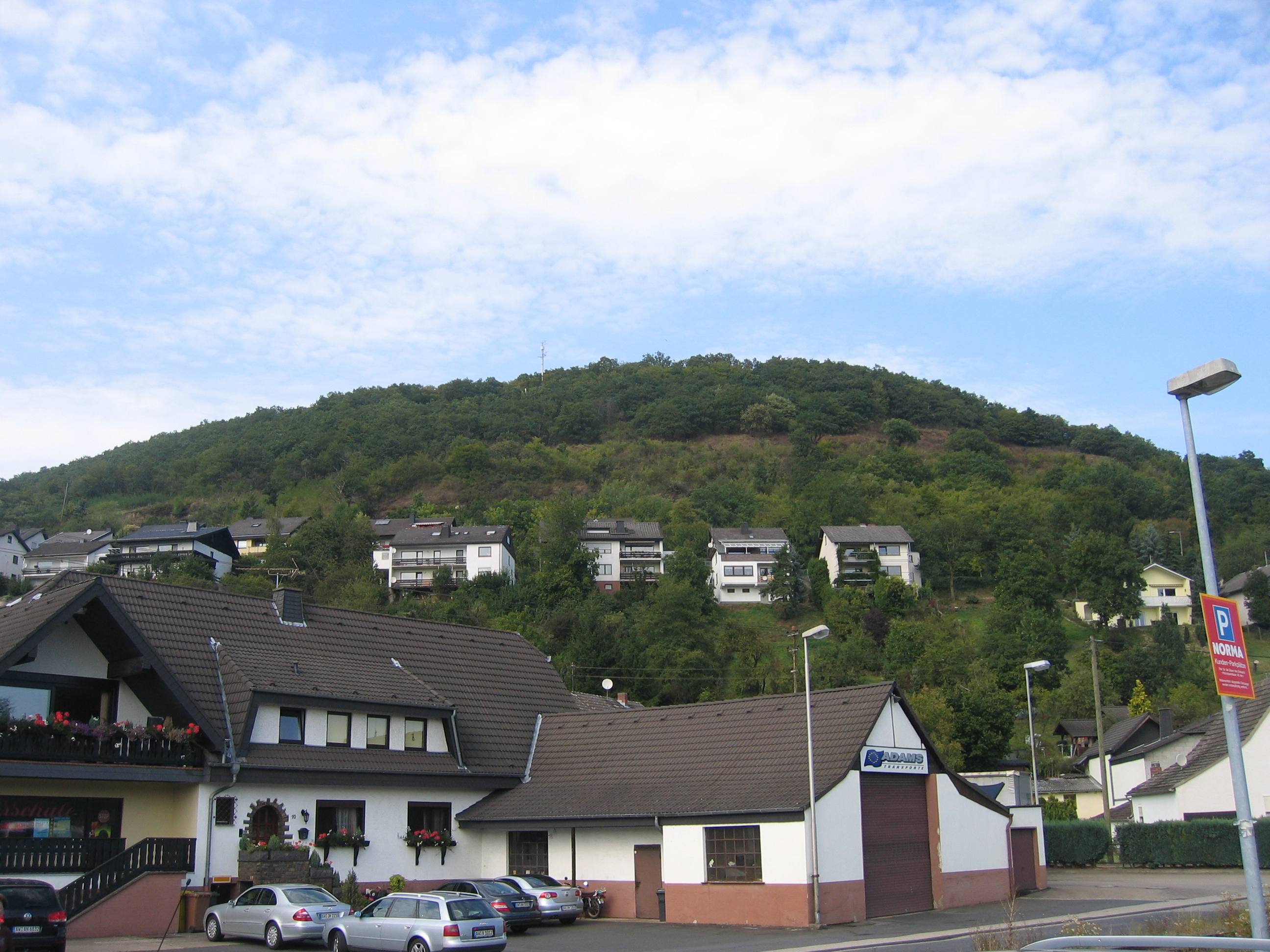
Der Bausenberg in Niederzissen
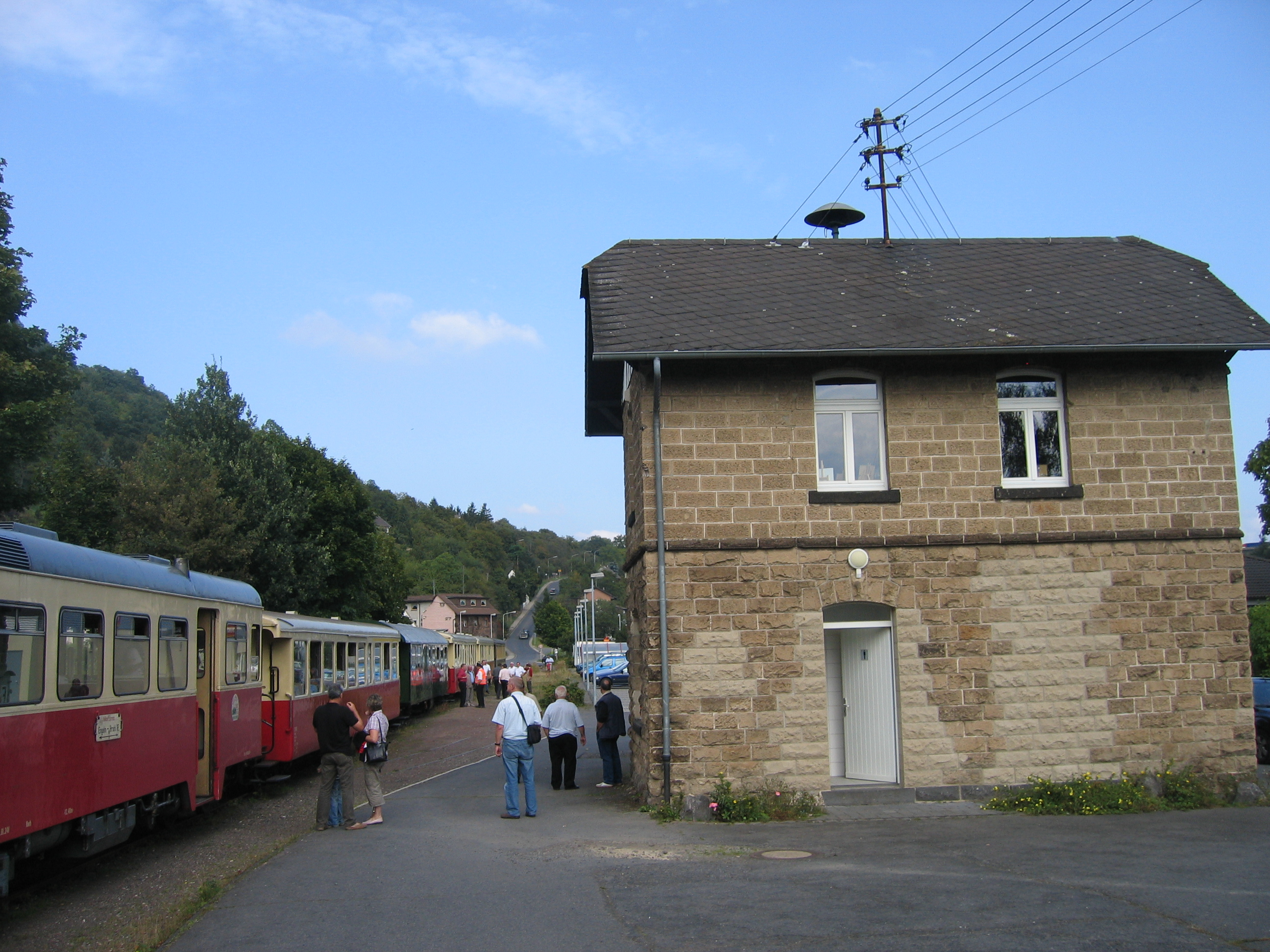
Bahnhof Niederzissen der Brohltalbahn
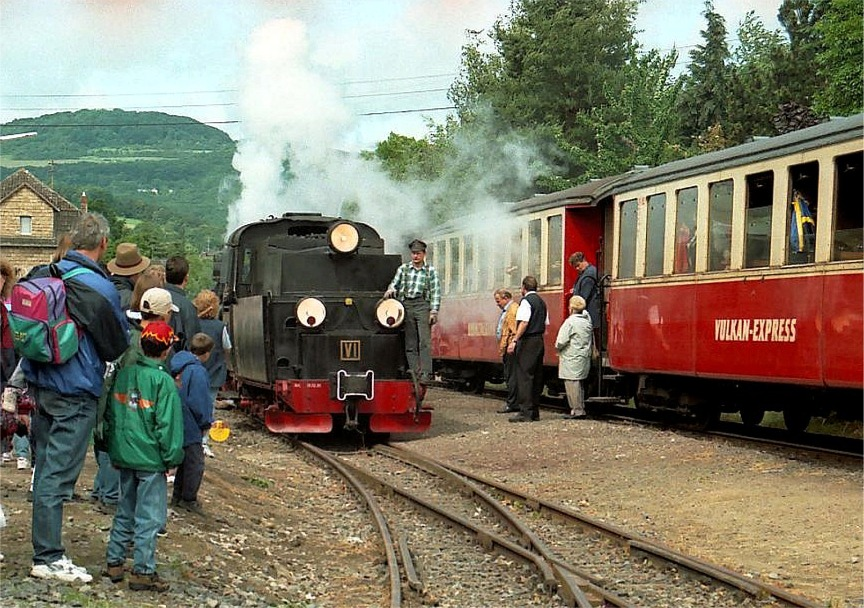
Vulkanexpress in Niederzissen
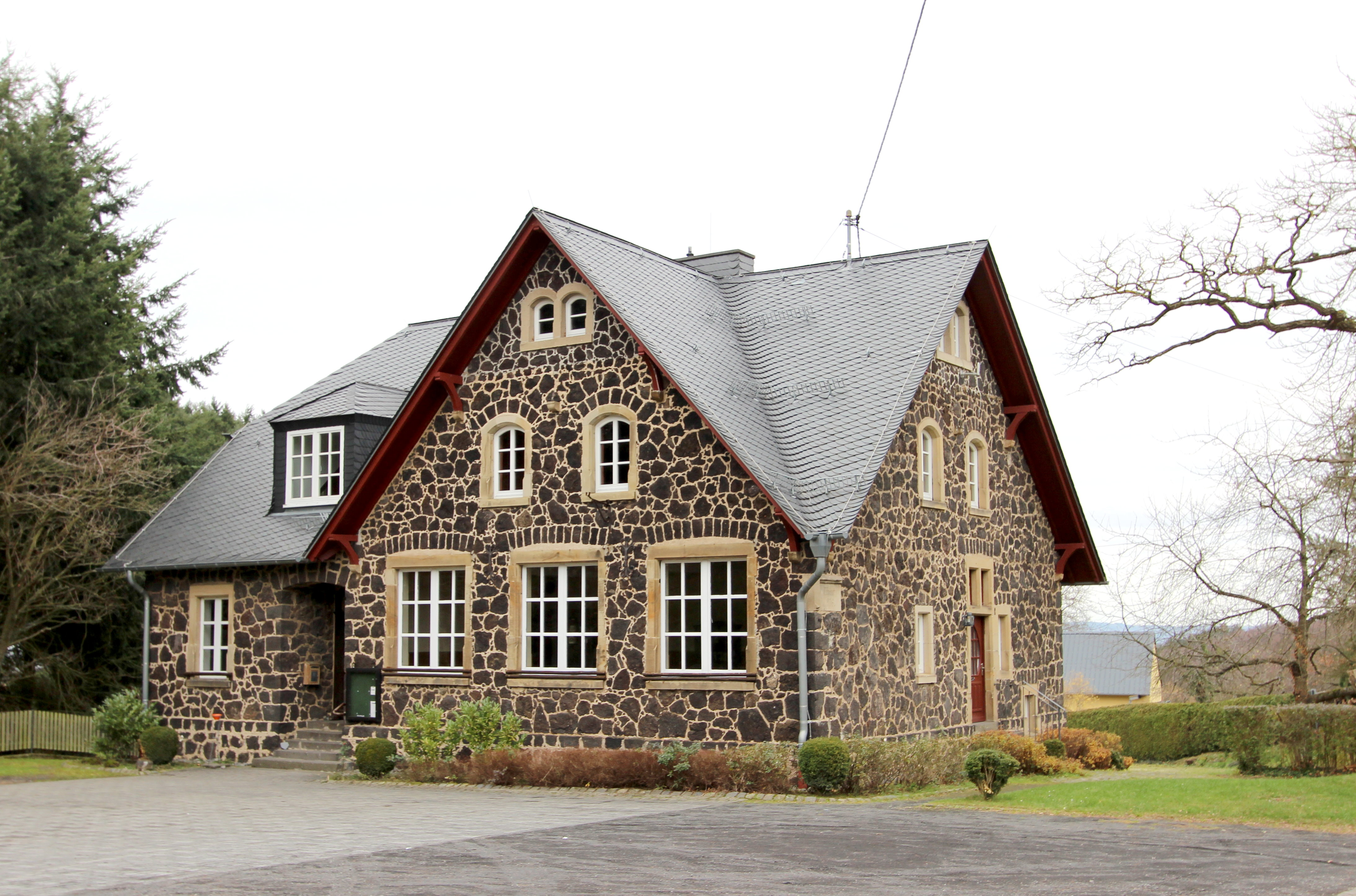
Ehemalige Schule dient heute als Bürgerhaus